# 田东街道
田东街道，是中华人民共和国安徽省淮南市田家庵区下辖的一个乡镇级行政单位。

## 行政区划
田东街道下辖以下地区：
皖化社区、康利社区、华田社区、东风社区、皖纸社区、田电社区、电建社区和小岛新村社区。